# Ferenc Kónya
Ferenc Kónya, auch Franz Kónya (* 9. Dezember 1892 in Budapest, Königreich Ungarn; † 11. März 1977) war ein ungarischer Fußballspieler und -trainer. Als Trainer nahm er mit der Estnischen Fußballnationalmannschaft an den Olympischen Sommerspielen im Jahr 1924 in Paris teil. Er war 1922 der erste Betreuer, der beim SV Werder Bremen als professioneller Trainer arbeitete.

## Spielerkarriere
Als Spieler war Kónya für den Verein Kispesti AC aktiv, der ab 1926 als Honvéd Budapest bekannt war.

## Trainerlaufbahn
Seine Trainerlaufbahn begann Kónya 1921 in Deutschland. Seine erste Station hatte er beim FV Kaiserslautern, einem Vorgängerverein des 1. FC Kaiserslautern. Nach der Saison 1921/22 ging er zum SV Werder Bremen. Kónya war der erste hauptberufliche Trainer von Werder Bremen und wurde aus dem Sportlehrerfond finanziert. Aufgrund von Finanzproblemen kam es nach zwei Jahren zur Trennung. Im Sommer 1924 betreute Kónya die Estnischen Fußballnationalmannschaft bei den Olympischen Sommerspielen; er war zugleich der erste Nationaltrainer des Verbandes. Nach Olympia fand er mit dem italienischen FC Modena einen neuen Job als Vereinstrainer. Von Sommer 1927 bis zum Winter 1928/29 war er Trainer des FC Luzern in der Schweiz. Es folgten mit dem FC Olten, BSC Old Boys Basel und FC Solothurn drei weitere Vereine in der Alpenrepublik, die er in den Folgejahren betreute. Später arbeitete er in Frankreich, wo er unter dem Namen François Konya bekannt war.
Ferenc Kónya wurde am 31. März 1977 auf dem Farkasréti temető (Friedhof Farkasrét) beerdigt.